# Dilareman
Dilareman, als Hauptort der Aldeia Ai-Aras auf Karten auch als Ai-Aras bezeichnet, ist ein osttimoresischer Ort im Suco Soileco (Verwaltungsamt Bobonaro, Gemeinde Bobonaro). Die kleine Siedlung liegt im Osten der Aldeia, auf einer Meereshöhe von 702 m. Eine Straße führt von hier nach Südwesten zum Nachbarort Atuela.

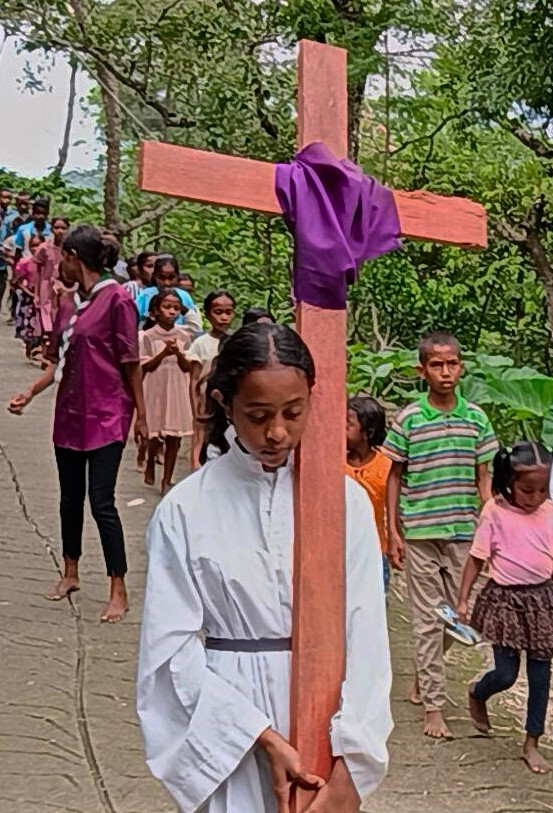
Karfreitag in Dilareman (2023)

In Dilareman befinden sich eine Grundschule und eine Kapelle.